# Bratt's Lake n.º 129
Bratt's Lake n.º 129 es un municipio rural canadiense situado en la provincia de Saskatchewan.

## Superficie
Bratt's Lake n.º 129 tiene una superficie de 844,71 km².

## Demografía
En 2021, tenía 328 habitantes, una densidad poblacional de 0,4 hab./km², y 147 viviendas.